# Patricia Racette

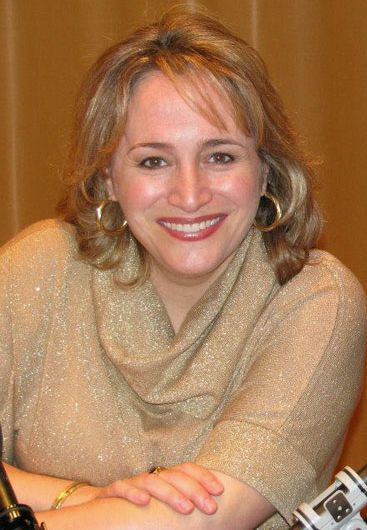
Patricia Racette, 2012

Patricia Racette es una soprano lírico-spinto norteamericana nacida en 1965 en Mánchester, Nuevo Hampshire apreciada por sus interpretaciones del repertorio moderno así como Verdi, Puccini y sus contemporáneos.
Estudió en la Universidad de North Texas, ganó los concursos Marian Anderson (1994) y Richard Tucker (1998) debutando en el Metropolitan Opera de New York como Musetta en La Boheme en 1995.
En ese teatro ha cantado en más de 100 representaciones los personajes de Mimi, Ellen Ford en Peter Grimes, Violetta en La Traviata, Antonia en Los cuentos de Hoffmann, Blanche en Dialogues de carmelites, Madama Butterfly, Nedda en I Pagliacci, Alice Ford en Falstaff, Elizabeth de Valois en Don Carlo y en el estreno mundial de An American Tragedy de Picker-Scheer junto a Nathan Gunn, Susan Graham, Dolora Zajick y Jennifer Larmore.
Creó el rol de Emmeline en el estreno mundial de la ópera de Tobias Picker en la Ópera de Santa Fe y el de Love Simpson en Cold Sassy Tree de Carlisle Floyd en la Houston Grand Opera.
En la temporada 2009 crea en la Santa Fe Opera el rol de la asesina Leslie en la premier mundial de La carta (The Letter) basada en la obra de Somerset Maugham que fuera protagonizada en cine por Bette Davis en 1940.
Ha cantado regularmente en las óperas de San Francisco, Chicago, Los Ángeles, San Diego, Santa Fe, Washington, Houston, Múnich, Florencia, Londres, París, Viena, Bologna, Génova y otras plaza líricas.
Abiertamente homosexual, se casó en el 2005 con la también cantante lírica Beth Clayton (mezzosoprano).

## Discografía
- Britten, Peter Grimes / Donald Runnicles, Met DVD
- Floyd: Cold Sassy Tree / Summers
- Picker: Emmeline / Manahan
- Zemlinsky: Der Traumgörge / Conlon